# Trysekcja kąta
Trysekcja kąta – jeden z trzech (obok podwojenia sześcianu i kwadratury koła) wielkich problemów matematyki greckiej. Polega on na podziale kąta na trzy równe części jedynie przy użyciu cyrkla i liniału. W roku 1837 Pierre Wantzel udowodnił, że konstrukcja taka w ogólnym przypadku jest niewykonalna. Posługując się narzędziami teorii Galois można wykazać, że dla danego kąta {\displaystyle \varphi } kąt o mierze {\displaystyle {\tfrac {1}{3}}\varphi } jest konstruowalny wtedy i tylko wtedy, gdy wielomian
{\displaystyle 4x^{3}-3x-\cos \varphi }
jest rozkładalny w ciele {\displaystyle \mathbb {Q} (\cos \varphi ).}

## Konstrukcja Archimedesa

Rezygnując z wymogu użycia tylko cyrkla i liniału, można dokonać trysekcji kąta ostrego, wykorzystując konstrukcję Archimedesa (konstrukcja neusis). Używa się do niej cyrkla i liniału z zaznaczonymi dwoma punktami X i Y. Najpierw należy nakreślić okrąg o środku O (gdzie O – wierzchołek kąta) i promieniu {\displaystyle r=|XY|.} Punkty przecięcia okręgu z ramionami kąta oznaczyć jako A i B. Następnie poprowadzić prostą OA oraz prostą {\displaystyle l} za pomocą linijki tak, aby jeden z zaznaczonych na linijce punktów np. X należał do prostej OA, zaś (drugi zaznaczony na linijce punkt) Y należał do okręgu i tak by prosta {\displaystyle l} przechodziła przez punkt B. Wówczas proste OA i {\displaystyle l} przetną się pod kątem {\displaystyle {\frac {\alpha }{3}}.}